# アイスランドの火山活動

アイスランドの活発な火山活動がある地域と火山システム

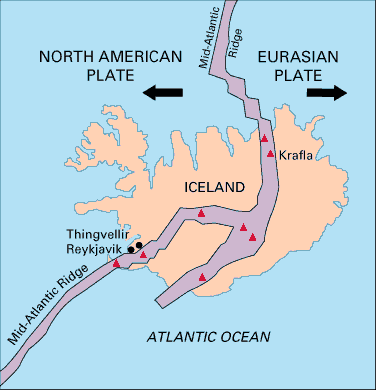
大西洋中央海嶺がアイスランドの上を横断して北アメリカプレートとユーラシアプレートを分断している様を示す地図

アイスランドの火山活動（アイスランドのかざんかつどう）では、アイスランドの火山活動について詳述する。

## 概説
アイスランドには活火山が多数存在している。2008年現在、30の活火山が確認されているが、この30の活火山の中で、最も活発な活動をしているのは、グリムスヴォトンだとされる。
これほど活火山が集中しているのは、アイスランドが大西洋中央海嶺の真上にある為である。もしくは海嶺が海面上に顔を出した状態がアイスランドであると言い換えることもでき、まさに、プレートの形成が肉眼で観察できる特殊な環境である（アイスランド・ホットスポット）。アイスランドでは、1つの噴火口からの噴火だけではなく、しばしば割れ目噴火なども見られる。また、噴出する溶岩の量も多く、この500年以上の間、アイスランドの火山群だけで、この間地球上で噴出した溶岩の総量の3分の1を噴出してきたとする説もある
。

## 噴火の影響

### 噴火とアイスランドでの暮らし
アイスランドへの入植は西暦874年に始まったとされるが、それから現在までに、記録が残っているだけで13回の噴火があった。
記録が残っている中での最も酷い噴火は、1783年から1784年にかけて起きたSkaftareldar (fires of Skafta)と呼ばれる噴火である。この噴火は、ヴァトナヨークトル氷河の南東にある火山である、ラキで発生した。さらに、ラキ火山近郊のグリムスヴォトンでも、1783年から1785年の間に噴火が起きている。これらの噴火で、アイスランドの人口の約4分の1が死亡した。ただし、この時の大部分の死者は、火山灰などの影響による気候変動や、火山灰や火山性の有毒ガスによる家畜の死亡などを原因とする飢餓と言った、火山噴火の間接的な影響によって発生している。溶岩流その他、火山噴火の直接的な影響による死者はむしろ少数であった。有史の時代において、1783年のラキ火山での噴火によって噴出した溶岩の量は、一度の噴火で噴出した量としては最大であったと考えられている。

### アイスランドの噴火と航空機
航空機は、火山灰が舞っている空域を飛行した場合、ジェットエンジンが損傷するなどといったトラブルが起こり得て、最悪の場合、墜落の危険もある。
2010年のエイヤフィヤトラヨークトルでの噴火は、北部ヨーロッパでの航空機での移動や航空貨物の輸送を数週間麻痺させたことで知られている。しかしながら、エイヤフィヤトラヨークトル自体は、アイスランドでは小さな火山の1つでしかない。
また、2011年5月のヴァトナヨークトル氷河の下にあるグリムスヴォトンから、数千トンの火山灰が数日に渡って噴出した影響で、やはり北部ヨーロッパでの航空機の運行は混乱をきたした。
このように、アイスランドの噴火は、付近の航空機の運行に大きな影響をもたらし得る。